# Mond (Film)
Mond ist ein österreichischer Spielfilm aus dem Jahr 2024 von Kurdwin Ayub mit Florentina Holzinger. Premiere war am 11. August 2024 am Locarno Film Festival, wo die Produktion in den Wettbewerb um den Goldenen Leoparden eingeladen und mit dem Spezialpreis der Jury ausgezeichnet wurde.

## Handlung
Sarah ist eine ehemalige Kampfsportlerin aus Wien, die das Angebot erhält, als Personal Trainerin für drei Töchter einer wohlhabenden Familie in Jordanien zu arbeiten.
Dort entdeckt sie eine für sie fremde Welt, wo die Schwestern von der Außenwelt abgeschottet sind und ständig überwacht werden, in einem Palast hinter Mauern und ohne Internet. Für das Boxtraining interessieren sich die Schwestern kaum. Für Sarah stellt sich daher die Frage, wozu sie engagiert wurde.

## Produktion und Hintergrund
Die Dreharbeiten fanden an 37 Drehtagen vom 24. April bis zum 18. August 2023 in Österreich und Jordanien statt.
Produziert wurde der Film von der Ulrich Seidl Filmproduktion von Ulrich Seidl, die Produktionsleitung hatte Steven Swirko. Die Serviceproduktion in Jordanien übernahm The Phoenix Production Services (Service Producerin Yasmeen Abunuwar). Unterstützt wurde der Film vom Österreichischen Filminstitut, von Filmstandort Austria (FISA) und vom Filmfonds Wien, beteiligt war der Österreichische Rundfunk.
Die Kamera führte Klemens Hufnagl, die Musik schrieb Anthea Schranz, die Montage verantwortete Roland Stöttinger und das Casting Ulrike Putzer. Den Ton gestalteten David Almeida-Ribeiro, Matz Müller, Luise Hofmann und Frederik Thomsen, das Kostümbild Carola Pizzini, das Szenenbild Julia Libiseller. Als Green Film Consultant fungierte Alexander Linhardt.
Nach Sonne (2022) ist dies der zweite Langspielfilm von Kurdwin Ayub.

## Veröffentlichung
Premiere war am 11. August 2024 am Locarno Film Festival, wo die Produktion in den Wettbewerb um den Goldenen Leoparden eingeladen wurde.
Im Oktober 2024 war der Film auf der Viennale zu sehen. Der österreichische Kinostart war am 8. November 2024. In Deutschland kam der Film am 27. März 2025 in die Kinos.

## Rezeption
Susanne Gottlieb vergab in der Kleinen Zeitung vier von fünf Punkten. Florentina Holzinger brilliere in ihrer ersten Filmrolle, mit ihrer geerdeten, natürlichen Spielweise gelinge es, die Verlorenheit Sarahs mit der notwendigen Komplexität auf die Leinwand zu bannen. Kurdwin Ayub spiele gekonnt mit der Idee eines weißen Retters und der Frage, ob Sarah den Mädchen in ihrem goldenen Käfig helfen kann und will. Als Zuschauerin werde man gefordert, zu überlegen, wie man selbst in dieser Situation reagieren würde.
Lida Bach bewertete den Film auf moviebreak.de mit sieben von zehn Punkten. Psycho-Thriller, Krimi und Gothic Novel arrangiere die Regisseurin und Drehbuchautorin zu einem konzisen Kontrastbild relativer Privilegien. Das variiere und vertiefe Themen ihres vorangehenden Werks wie kollidierende Kulturtraditionen und gesellschaftliche Gefängnisse.
Walter Rohrbach vergab auf cineman.ch 3,5 von 5 Sternen. Der gelungene, geschickt inszenierte Thriller lade dazu ein, die eigenen Vorurteile zu hinterfragen. Ein großer Anteil am Gelingen sei der Schauspielleistung von Florentina Holzinger geschuldet. Weniger gelungen sind dagegen die etwas gar stereotypisch gehaltenen Männerbilder.
Andrey Arnold befand in der österreichischen Tageszeitung Die Presse, dass der Film sein Publikum vor allem grundlegend verunsichern wolle. Er hantiere zwar mit den Versatzstücken eines Thrillers, lasse entsprechende Erwartungen an den Plot aber bewusst ins Leere laufen. Generell mache Mond im Vergleich zum Debüt Sonne einen professionelleren Eindruck: Sonne war zerfranster, ungestümer, wirkte dadurch lebendiger, Mond komme konstruierter und kalkulierter daher.
Markus Solty bezeichnete die Produktion auf film-rezensionen.de als klischeefreies, realistisches Drama, das ohne überflüssiges Pathos auskomme und vergab acht von zehn Punkten.
Hannah Pilarczyk lobte im Spiegel die „ausgeklügelte[n] Dramaturgie[n]“.

## Auszeichnungen und Nominierungen
Locarno Film Festival 2024
- Nominierung für den Goldenen Leoparden[4][5]
- Auszeichnung mit dem Spezialpreis der Jury[3][16]

Europäischer Filmpreis 2024
- Nominierung für den European University Film Award[17][18]

Diagonale 2025
- Nominierung für den Thomas-Pluch-Drehbuchpreis (Hauptpreis und Spezialpreis der Jury, Kurdwin Ayub)[19]
- Auszeichnung mit dem Schauspielpreis (Florentina Holzinger)[20][21]
- Auszeichnung mit dem Diagonale-Preise Schnitt in der Kategorie Spielfilm (Roland Stöttinger)[21][22]

Österreichischer Filmpreis 2025
- Nominierung in der Kategorie Bester Spielfilm (Kurdwin Ayub und Ulrich Seidl)[23]
- Nominierung in der Kategorie Beste weibliche Darstellerin (Florentina Holzinger)
- Nominierung in der Kategorie Beste weibliche Nebenrolle (Andria Tayeh)
- Nominierung in der Kategorie Beste Regie (Kurdwin Ayub)
- Nominierung in der Kategorie Bestes Drehbuch (Kurdwin Ayub)
- Nominierung in der Kategorie Beste Kamera (Klemens Hufnagl)
- Nominierung in der Kategorie Bester Schnitt (Roland Stöttinger)
- Nominierung in der Kategorie Bestes Casting (Ulrike Putzer)